# Santa Olalla (kommun)
Santa Olalla är en kommun i Spanien.   Den ligger i provinsen Toledo och regionen Kastilien-La Mancha, i den centrala delen av landet, 80 km sydväst om huvudstaden Madrid. Antalet invånare är 3 465. Arean är 72 kvadratkilometer. Santa Olalla gränsar till Alcabón.
Terrängen i Santa Olalla är platt.